# Толстовка (свитер)
Толстовка или свитшот (англ. sweatshirt) — свитер из плотной тёплой ткани (обычно хлопчатобумажной) или трикотажа. Современные модели часто имеют спортивный обтекаемый облик, длинные рукава, округлый низкий ворот без застёжки, резинку внизу. Название позаимствовано у рубашки свободного покроя, которую носили в России до 1930-х годов.

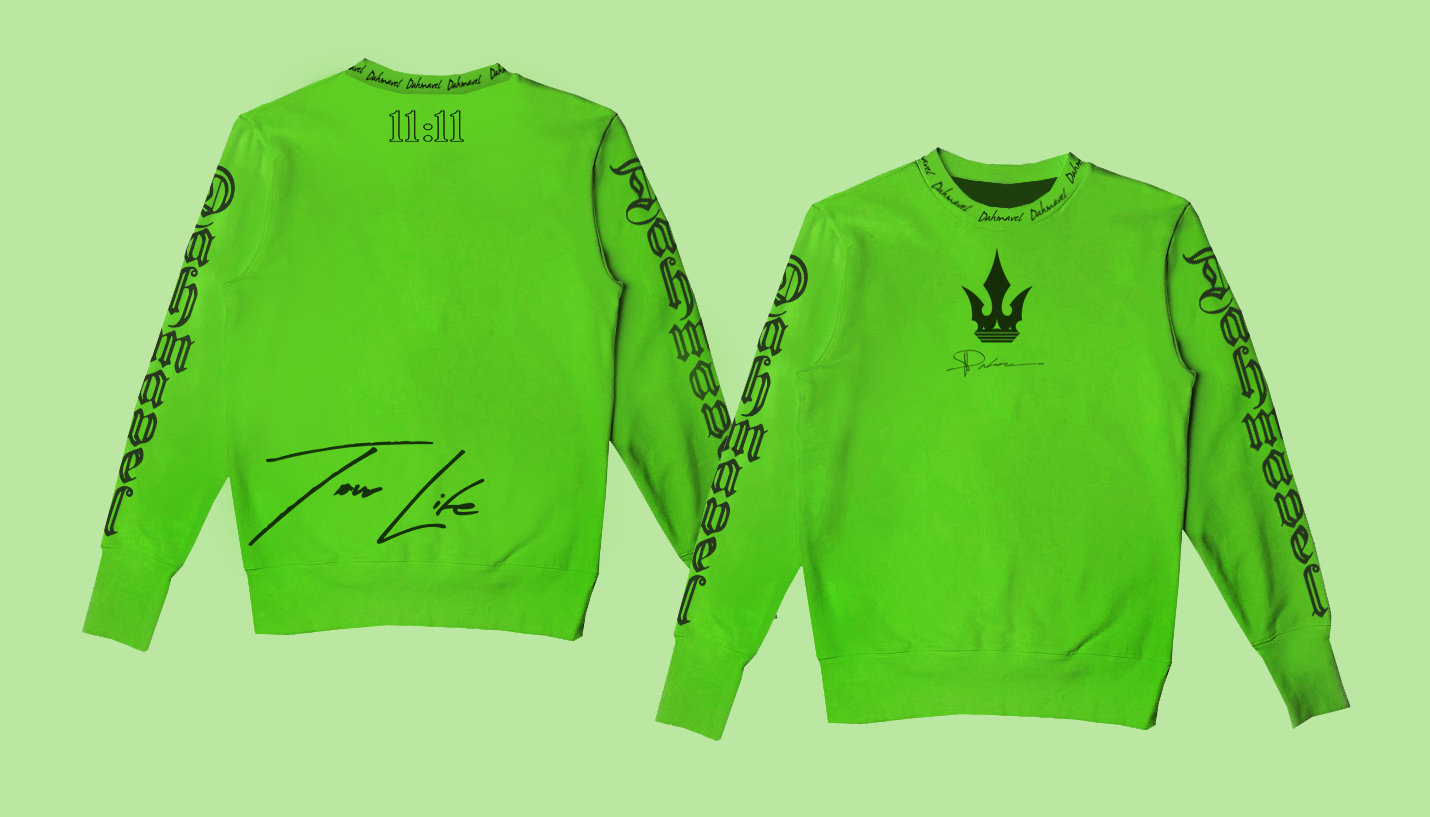
Современная толстовка спортивного покроя

В холодное время года толстовки носят в качестве второго слоя одежды (для утепления). В тёплое время года используется как верхняя одежда. Производители наносят на толстовки принты, логотипы, вышивку и орнаменты. Толстовки нередко выступают в роли корпоративной (например, университетской) одежды или униформы. Для производства используются следующие материалы:
- плотное 100%-е хлопчатобумажное трикотажное полотно;
- футер — трикотажное полотно из хлопка с полиэстером или из вискозы с лайкрой с плотностью от 180 до 600 г/м²; бывает двух- или трёхниточный.
- флис — трикотажное полотно из полиэстера с начёсом или без него с плотностью от 180 до 450 г/м². Толстовка из флиса обычно называется «флиска».

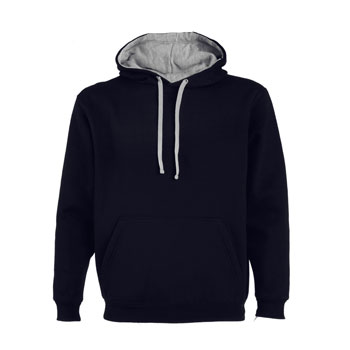
Худи наиболее популярная и очень удобная спортивная кофта

Для изделий из футера используются шелкография, термотрансфер, вышивка и пигментная печать. Для изделий из флиса подходят только вышивка, сублимация и несколько видов термопечати. Шелкография для флисовых толстовок не применяется ввиду специфики полотна.
На технологию пошива толстовок распространяются все правила работы с трикотажным полотном. При выкраивании готовых изделий из трикотажного полотна обязательно учитывается факт, что готовая толстовка должна растягиваться в ширину и не должна тянуться в длину. Для пошива толстовки используются следующие типы швейных машин: оверлок (для стачивания швов изделия), плоскошовная машина (для обработки подгибов) и одноигольная машина (для отстрочки карманов, капюшонов и воротников).
С развитием спортивного стиля в конце XX века толстовка с боковыми скрытыми карманами и капюшоном, именуемая худи, получила широкое распространение среди людей всех возрастов  и стала неотъемлемым атрибутом любителей городского спорта (роллеров, скейтбордистов, велосипедистов) и представителей субкультур.